# Here's Willie Nelson
Here's Willie Nelson — другий студійний альбом американського співака Віллі Нельсона, представлений у 1963 році під лейблом Liberty Records.

## Передісторія
Після роботи диск-жокеєм у Техасі та Орегоні Нельсон переїхав до Нашвілла у 1960 році в надії заробляти на життя автором пісень і музикантом. Він писав пісні для Pamper Music і здобув свій перший хіт, коли Фарон Янг записав пісню «Hello Walls». Далі з'явилося більше хітів, у тому числі «Crazy» у виконанні Петсі Клайн. Проте Нельсон, який в той час грав на бас-гітарі під час туру із Реєм Прайсом, хотів бути самостійним музикантом і записав свій дебютний альбом ...And Then I Wrote під лейблом Liberty у 1962 році. Цей альбом потрапив у чарти із піснею «Touch Me», проте платівка не стала популярною. Всупереч найкращим намірам, Нельсон дозволив, щоб його пісні були значно доповнені. Пізніше про цей епізод він зазначив: «Я не сперечався. У ті часи такі великі постановки як „Ring on Fire“ Джонні Кеша були величезними хітами. Отже, якщо це спрацювало для Джонні, можливо, це спрацювало б і для мене. Я погодився із поточним станом речей.».

## Запис і композиція
Наприкінці 1962 року Джо Еллісон, продюсер дебютного альбому Нельсона, був замінений Томмі Олсапом, оскільки Еллісон не зміг створити хіт для Liberty. З Олсапом Нельсон працював з грудня 1962 року до листопада 1963 року. Деякі із пісень, створених за цей період, потрапили до другої платівки Нельсона, на якій його голос доповнили яскраво вираженим кантрі та свінговим звучанням, хоча аранжування Ерні Фрімена відверто штовхало його в поп або джазовий бік. На відміну від дебютного альбому, цей містить більше кавер-версій пісень, у тому числі дві, які стали відомими завдяки Бобу Віллсу: «Roly Poly» та «Right for Wrong». Віллс, один із кумирів Нельсона, також написав ноти до альбому.

## Список пісень
| Сторона 1 | Сторона 1               | Сторона 1     | Сторона 1  |
| #         | Назва                   | Автор         | Тривалість |
| --------- | ----------------------- | ------------- | ---------- |
| 1.        | «Roly Poly»             | Фред Роуз     | 1:50       |
| 2.        | «Half a Man»            | Віллі Нельсон | 2:25       |
| 3.        | «Lonely Little Mansion» | Нельсон       | 2:23       |
| 4.        | «The Last Letter»       | Рекс Гріффін  | 2:55       |
| 5.        | «Second Fiddle»         | Роджер Міллер | 2:24       |
| 6.        | «Take My Word»          | Нельсон       | 1:50       |

| Сторона 2 | Сторона 2                  | Сторона 2                              | Сторона 2  |
| #         | Назва                      | Автор                                  | Тривалість |
| --------- | -------------------------- | -------------------------------------- | ---------- |
| 1.        | «Right or Wrong»           | Хейвен Гіллеспі Артур Сайзмор Пол Бізе | 2:10       |
| 2.        | «Feed It a Memory»         | Генк Кокрен Джастін Табб               | 2:31       |
| 3.        | «Let Me Talk to You»       | Денні Ділл Дон Девіс                   | 2:20       |
| 4.        | «Way You See Me»           | Нельсон                                | 2:55       |
| 5.        | «Things I Might Have Been» | Роберт Б. Шерман Річард М. Шерман      | 2:13       |
| 6.        | «Home Motel»               | Нельсон                                | 2:24       |

## Учасники запису
- Віллі Нельсон — вокал, гітара;
- Томмі Джексон — скрипка;
- Джеррі Кеннеді — гітара;
- Вейн Мосс — гітара;
- Фред Ф. Картер-молодший — гітара;
- Ерл Палмер — барабани;
- Ерні Фрімен — аранжування;
- Джиммі Дей — аранжування, можливо педальна сталева гітара.

Технічний персонал
- Едді Брекетт — інжиніринг